# Zarf
Zarf war ein türkisches Volumen- und Getreidemaß für Flüssigkeiten und trockene Waren.
- 1 Zarf = ½ Kutu = 2,313 Liter
  - 1 Kutu = 4,625 Liter
  - 32 Kutu = 1 Fortin
  - 16 Sinik = 1 Fortin = 148 Liter
  - 1 Sinik/Schinik = 2 Kutu = 4 Zarf = 9,25 Liter

Nach der Einführung des metrischen Systems war ein Zarf nur noch 0,1 Liter groß.